# Чермик
Чермик (тур. Çermik от арм. Ջերմուկ — тёплый) — город и район в провинции Диярбакыр (Турция).

## История
Люди жили в этих местах с древнейших времён. Впоследствии город входил в состав разных государств; с XVI века входил в состав Османской империи.
Название происходит от армянского слова "джермук" (ջերմուկ) — тёплый.